# Ümmügülsüm Bedel
Ümmügülsüm Bedel (* 8. Februar 1995 in Fethiye) ist eine türkische Handballspielerin. Sie gehört sowohl der Nationalmannschaft im Hallen- wie auch im Beachhandball an. Sie spielt auf der linken Außenseite.

## Hallenhandball
Ümmügülsüm Bedel spielt für den Erstligisten İzmir Büyükşehir Belediyespor. Mehrfach spielte sie mit ihren Vereinen international. Im Challenge Cup 2011/12 scheiterte sie mit Anadolu University SK in der dritten Runde an ŽRK Lokomotiva Zagreb, 2012/13 an ABU Baku. Auch mit ihrem neuen Verein İzmir Büyükşehir Belediyespor scheiterte Bedel im Challenge Cup 2014/15 in der dritten Runde, 2015/16 kam die Mannschaft bis ins Viertelfinale, wo man an EKS Start Elbląg scheiterte. In der Saison 2017/18 spielte sie mit Ankara Yenimahalle BSK im EHF-Pokal und erreichte dort mit ihrem Verein die zweite Runde, wo sie gegen HC Zalău ausschieden. Beim EHF European Cup der Frauen 2020/21 scheiterte Bedel, mittlerweile wieder für İzmir spielend, in der dritten Runde in einem innertürkischen Duell an Yalıkavak Spor Kulübü.
Bedel spielt daneben für die Türkische Nationalmannschaft. Mit dieser gewann sie bei den vierten Islamic Solidarity Games 2017 in Baku nach einer Finalniederlage gegen Aserbaidschan die Silbermedaille.

## Beachhandball

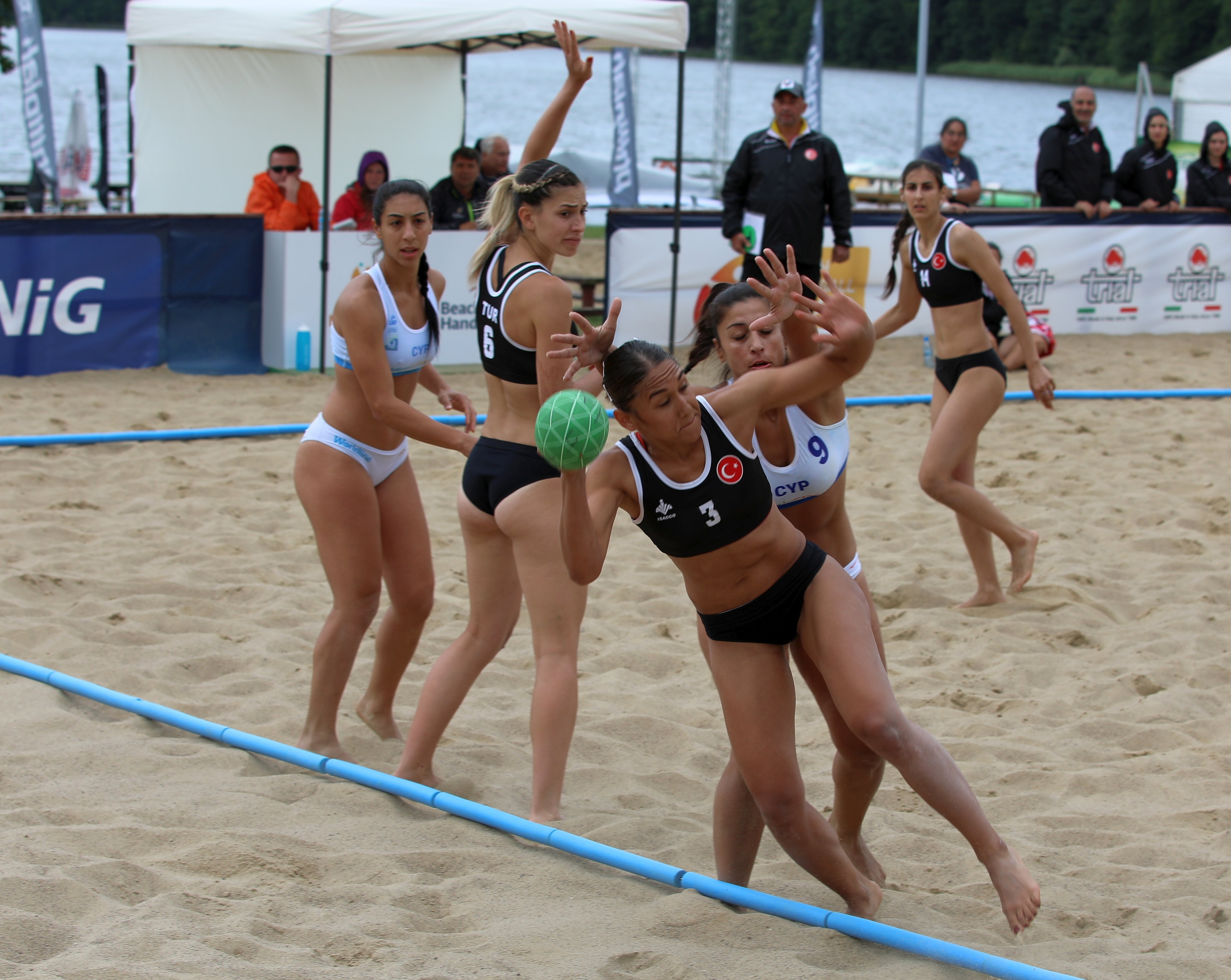
Bedel (vorn) setzt zum Spin-Shoot an. Hinter ihr Lito Ellina (9), Neslihan Çalışkan (6), Malvina Elia (2) und Nurceren Akgün Göktepe (14)

Bedel nahm mit der Beachhandball-Nationalmannschaft erstmals 2019 an den Europameisterschaften in Stare Jabłonki teil. Nachdem  die Türkei in ihrer Vorrunde nur gegen Rumänien gewonnen hatte, spielte die Mannschaft anschließend in der Trostrunde. Von dort ging die Mannschaft ungeschlagen in die Platzierungsspiele. Nach einem Sieg gegen Italien und einer Niederlage gegen Russland gewann die Türkei das abschließende Spiel um den elften Platz gegen die polnischen Gastgeberinnen. Bedel kam in neun der zehn Spiele zum Einsatz und erzielte 62 Punkte und war damit nach Neslihan Çalışkan (88) und Nurceren Akgün Göktepe (69) drittbeste Scorerin ihrer Mannschaft. Gegen die Schweiz war sie mit acht Punkten beste Werferin ihres Teams, gegen Zypern sowie gegen Russland erzielte sie mit zehn ihre meisten Punkte in einem Spiel. Nicht zum Einsatz kam sie gegen den großen Außenseiter Nordmazedonien im letzten Trostrundenspiel.

## Einzelbelege
1. ↑  Hentbolhaber Net : Türkiye`nin En Güncel Hentbol Haber Sitesi: Serdar Eler, Milli Takım Aday Kadro listesini açıkladı. In: HentbolHaber.Net. 17. Februar 2017, abgerufen am 8. Februar 2021.
2. ↑  European Handball Federation - 2019 Women's ECh Beach Handball / Final Tournament. Abgerufen am 8. Februar 2021 (englisch).

| Personendaten    | Personendaten                                  |
| ---------------- | ---------------------------------------------- |
| NAME             | Bedel, Ümmügülsüm                              |
| KURZBESCHREIBUNG | türkische Handball- und Beachhandballspielerin |
| GEBURTSDATUM     | 8. Februar 1995                                |
| GEBURTSORT       | Fethiye, Türkei                                |